# Iván Martínez
Iván Martínez Muñumer (Valladolid, 2 marzo 1990) è un cestista spagnolo.